# Archibald Douglas, III conte di Douglas
Archibald Douglas, III conte di Douglas (Scozia, 1328 circa – Scozia, 1400), è stato un nobile scozzese, figlio illegittimo di James Douglas.

## Gli inizi oscuri
Archibald Douglas nacque attorno al 1328 da James Douglas (condottiero) e da una madre ignota. Il 26 agosto 1330 suo padre morì mentre combatteva i mori in Spagna lasciando il figlio ancora bambino e si pensa che Archibald sia andato con uno dei suoi cugini in Francia, a Château Gaillard, seguendo il re Davide II di Scozia allora in esilio. Il fatto che scozzesi e francesi fossero alleati, come testimoniava la Auld Alliance, rende la cosa plausibile e non erano pochi i giovani che si formavano al servizio del re di Francia.

## Cattura e fuga
Archibald viene alla ribalta il 19 settembre 1356. I documenti sulla Battaglia di Poitiers (1356) sono i primi in cui viene citato, ed il suo è un esordio sfortunato, infatti viene annotata la sua cattura da parte degli inglesi vincitori. Nello stesso periodo, e nello stesso scontro, c'era suo cugino William Douglas, I conte di Douglas ed è possibile che Archibald sia stato al suo seguito. William si era recato in Francia approfittando della tregua che Edoardo III d'Inghilterra aveva stipulato con gli scozzesi, che doveva durare dalla fine di marzo fino alla festa di San Michele Arcangelo il 29 settembre. Una volta giunti lì e, dopo aver parlato con Davide II di Scozia, William si unì insieme ai propri uomini ai francesi per combattere contro Edoardo il Principe Nero, arrivando poi a combattere nella battaglia sopra citata.
Archibald non fu il solo ad essere catturato, la disastrosa sconfitta dei francesi portò il loro re Giovanni II di Francia nelle mani degli inglesi insieme a molti altri nobili, ma non William che riuscì a scappare.
La sua prigionia finì nel momento in cui riuscì a evadere con la complicità di un altro detenuto, Sir William Ramsay di Colluthie. Quest'ultimo sosteneva di essere furioso con Archibald ritenendolo il responsabile del furto dell'armatura di un suo cugino morto in battaglia. A mo' di "risarcimento" l'uomo chiedeva che gli venissero tolti gli stivali, quando la guardia acconsentì Sir William prese a picchiare Archibald sulla testa e nel parapiglia che ne seguì, con la guardia che cercava di farli smettere il prigioniero prese la via della fuga.
L'evasione di Archibald privò le casse reali di un discreto riscatto, poiché la sua famiglia, della buona nobiltà scozzese, sarebbe stata pronta a pagare un discreto riscatto.

## Successi pubblici e privati
Cinque anni dopo, nel 1361 Archibald venne nominato Connestabile del Castello di Edimburgo, carica che portava con sé anche quella di Sceriffo della città, che tenne fino al 1364. In quell'anno fu nominato Guardiano delle Marche Occidentali, un incarico affatto difficile poiché gli inglesi avevano ripreso la regione di Annandale che formava la gran parte del territorio sotto la sua giurisdizione.
Dal 1365 cominciò a condurre delle incursioni in territorio inglese e, entro il 1383, aveva riportato Annandale entro il controllo degli scozzesi.
Sul fronte privato, nel 1362, Archibald si sposò con una giovane ereditiera vedova, Joanna de Moravia. Suo nonno materno era Andrew de Moray, che aveva combattuto con William Wallace, ed era figlia di Maurice de Moravia, conte di Strathearn (morto nel 1346). Il matrimonio per Archibald era di sicuro vantaggioso, Joanna avrebbe portato con sé una ricca dote di terre sparse per il paese che egli avrebbe potuto reclamare per sé con il diritto di jure uxorio. Fra i beni che ella portò vi era il decadente Castello di Bothwell che Archibald cominciò subito a ricostruire. Archibald non fu il solo a beneficiare di questo matrimonio, infatti re Davide II si era voluto accertare che le numerose ricchezze dei Moray finissero in mani scozzesi e soprattutto fidate. Il re decretò che oltre alle proprietà paterne Joanna ereditasse anche quelle del marito morto, Thomas de Moravia, Signore di Bothwell, che comprendevano diverse terre sia nel nord che nel sud della Scozia. Solo il titolo paterno di, Conte di Stratherarn non finì nell'eredità che Joanna portò al nuovo marito.
Nel 1369 Archibald fu spedito da Davide II in Francia perché protestasse contro l'appello presentato dall'ex-moglie Margaret Drummond (1340 circa-dopo il 31 gennaio 1375). I due si erano sposati cinque anni prima, dopo una lunga relazione clandestina, ma la mancanza di figli aveva spinto il sovrano a divorziare. Contrariata dalla notizia la donna si era recata ad Avignone per appellarsi al papa Urbano V, che dichiarò nullo il divorzio. Il secondo viaggio come ambasciatore ebbe luogo nel 1371 quando per conto del nuovo re Roberto II di Scozia era andato presso la corte francese a rinnovare la Auld Alliance.

## Signore del feudo
Nel 1369 Archibald venne nominato da Davide II Signore di Galloway in virtù dei servizi resi alla corona nel combattere gli inglesi. Non che quello fosse un feudo di facile amministrazione, prima di andare a lui era appartenuto ai Balliol, sia al tormentato Giovanni di Scozia che a suo figlio, il pretendente al trono Edward Balliol (1283 circa-1367) e costoro lo avevano ereditato da Dervorguilla di Galloway, nonna di Giovanni. Questa a sua volta era figlia di Alan di Galloway (1175 circa-1234) l'ultimo dei sovrani Vichingo-gaelici che dominarono la regione durante il Medio Evo. Questa popolazione non era abituata a sottomettersi e servire alla corona scozzese, ma piuttosto, come i popoli del Regno delle Isole, vedeva i Balliol suoi rappresentanti. Nel 1353 William Douglas era riuscito a sottomettere la parte orientale del feudo riconduncendola in seno alla corona, nel 1372 Archibald non solo riconfermò il controllo su quella parte, ma si prese anche il contado di Wigtown da Thomas Fleming, Conte di Wingtown sottomettendo l'intera zona alla Scozia, come non succedeva dal 1234.
Nel 1378 Alexander Ramsay, un nipote di Archibald, partì con un piccolo esercito per assediare la città di Berwick-upon-Tweed, la presa ebbe successo, ma il suo minuscolo contingente lo mise subito alla mercé del governatore della città, Thomas de Musgrave. Archibald ed un altro nobile misero insieme 500 uomini per andare a salvare la spedizione, raccogliendone altri lungo la strada. Quando si avvicinarono a Berwick vennero informati dalle guide che Musgrave assediava la città armato di tutto punto, vista la loro inferiorità Archibald ordinò il ritiro, ma presso Melrose, poco dopo aver ricevuto i rinforzi vennero attaccati dal Governatore. La battaglia volse a favore degli scozzesi che catturarono anche diversi nobili, l'esercito inglese, abbattuto dalla sconfitta si ritirò lasciando Berwick libera dall'assedio.
Nel 1384 William Douglas, I conte di Douglas morì e quattro anni dopo spirò anche il suo erede James Douglas, II conte di Douglas senza lasciare figli. Archibald ereditò quindi il titolo ed i beni che si aggiungevano ai suoi, a quelli ereditati dalla moglie e al feudo di Galloway, rendendolo uno degli uomini più potenti della Scozia.
Archibald, considerato il fondatore della linea cosiddetta Black Douglas strinse strette relazioni con la corona, specie sotto il regno del debole Roberto III di Scozia, rendendole ancora più  concrete attraverso due matrimoni, quello del figlio maggiore con la principessa Margaret e una delle figlie con l'erede al trono di Scozia.

## Morte e discendenza
Archibald morì al Castello di Threave attorno al Natale del 1400.
Dalla moglie Joanna ebbe quattro figli:
- Archibald Douglas, IV conte di Douglas
- James Douglas, VII conte di Douglas
- Marjorie Douglas, sposò in prime nozze David Stewart, Duca di Rothestay (24 ottobre 1378-26 marzo 1402) e poi Walter de Haliburton

Helen Douglas, sposò George de Lawedre di Haltoun (1356 circa-1426 circa)
Ebbe anche un figlio illegittimo con una donna sconosciuta
- William Douglas di Nithsdale (1370 circa-1392 circa), sposò Egidia Stewart, figlia di Roberto II di Scozia